# 康布兰拉贝
康布兰拉贝（法語：Camblain-l'Abbé，法語發音：[kɑ̃blɛ̃ labe]）是法国上法蘭西大區加来海峡省的一个市镇，属于阿拉斯区。

## 地理
康布兰拉贝（50°22'23"N, 2°38'13"E）面积5.61 平方千米，位于法国上法蘭西大區加来海峡省，该省份为法国北部沿海省份，西北濒北海，南至索姆省，东临北部省。
与康布兰拉贝接壤的市镇（或旧市镇、城区）包括：塞尔万、维莱欧布瓦、阿克、阿尼耶尔、康布利尼厄勒、卡佩勒费尔蒙、埃斯特雷科希、弗雷万卡佩勒。

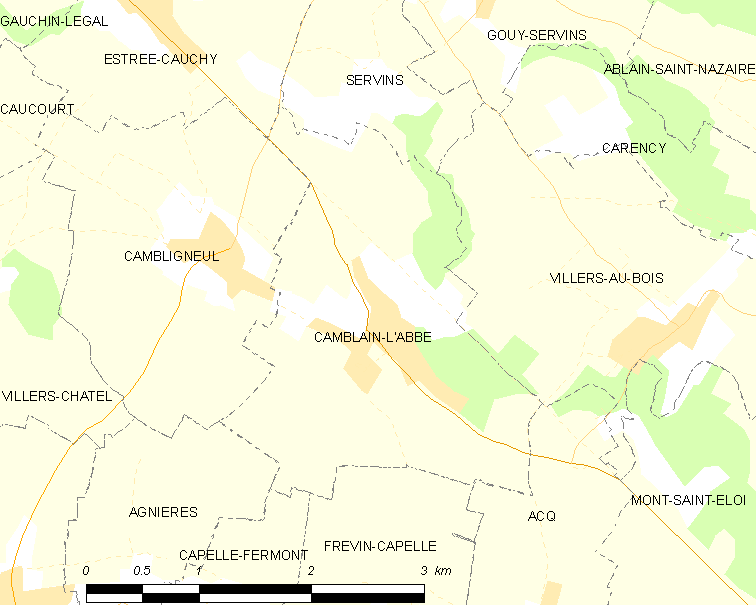
康布兰拉贝的OSM定位图

康布兰拉贝的时区为UTC+01:00、UTC+02:00（夏令时）。

## 行政
康布兰拉贝的邮政编码为62690，INSEE市镇编码为62199。

## 政治
康布兰拉贝所属的省级选区为阿韦讷勒孔特县。

## 人口

1962-2008年间康布兰拉贝人口变化图示

康布兰拉贝于2022年1月1日时的人口数量为681人。